# Liophidium
Liophidium es un género conocido de serpientes de la familia Lamprophiidae. Sus especies son endémicas de Madagascar y los archipiélagos de Comoras y Mascareñas.

## Especies
Se reconocen las siguientes especies:
- Liophidium apperti Domergue, 1984
- Liophidium chabaudi Domergue, 1984
- Liophidium maintikibo Franzen, Jones, Raselimanana, Nagy, C’cruze, Glaw & Vences, 2009
- Liophidium mayottensis (Peters, 1874)
- Liophidium pattoni Vieites, Ratsoavina, Randrianiaina, Nagy, Glaw & Vences, 2010
- Liophidium rhodogaster (Schlegel, 1837)
- Liophidium therezieni Domergue, 1984
- Liophidium torquatum (Boulenger, 1888)
- Liophidium trilineatum Boulenger, 1896
- Liophidium vaillanti (Mocquard, 1901)